# パッタルンFC
パッタルンFC（タイ語: สโมสรฟุตบอลจังหวัดพัทลุง, 英語: Phatthalung Football Club）は、タイ王国のパッタルン県をホームタウンとするサッカークラブ。

## 歴史
2009年にリージョナルリーグ・ディヴィジョン2（3部）の南部リーグに加入した。2011年に南部リーグで準優勝。チャンピオンシップでもグループAで2位になり、タイ・ディヴィジョン1リーグ（2部）への昇格を決めた。3位決定プレーオフではグループBで2位のクラビーFCに2-1で勝利した。2012年にディヴィジョン2に降格した。

## タイトル

### 国内タイトル
- リージョナルリーグ・ディヴィジョン2 南部
  - 準優勝 (1) :  2011

## 過去の成績
- 2009 リージョナルリーグ・ディヴィジョン2 南部 : 7位
- 2010 リージョナルリーグ・ディヴィジョン2 南部 : 10位
- 2011 リージョナルリーグ・ディヴィジョン2 南部 : 2位
  - 2011 リージョナルリーグ・ディヴィジョン2 チャンピオンシップ : 3位 (グループA 2位) (昇格)
- 2012 タイ・ディヴィジョン1リーグ : 15位 (降格)
- 2013 リージョナルリーグ・ディヴィジョン2 南部 : 3位